# Barbara Tartaglia
Barbara Tartaglia (* 19. November 1966 in Pesaro, Italien) ist eine deutsch-italienische Schauspielerin, Tänzerin, Sängerin und Choreografin.

## Leben und Wirken
Tartaglia wurde 1966 im italienischen Pesaro geboren, wo sie auch aufwuchs. Sie studierte am Istituto Addestramento Lavoratori dello Spettacolo (IALS) in Rom, in Moskau am Bolschoi-Theater und bei Steps on Broadway in New York City mit Max Stone.
Ihr Musicaldebüt hatte sie 1990/91 in Italien im Musical A Chorus Line als Bebe. 1997 zog sie nach Deutschland und arbeitete dort als Musicaldarsteller in zahlreichen Produktionen wie Grease, Rocky Horror Show und Rent. Im Jahr 2000 zog sie nach England und spielte dort in der Tourneeproduktion von Saturday Night Fever und im Musical Cabaret mit.
Danach kehrte sie zurück nach Deutschland und choreografierte West Side Story für die Städtischen Bühnen Osnabrück und Paradise of Pain mit Guildo Horn in Trier. 2004 spielte sie in Cats in Düsseldorf als Swing für die Rollen der Gumbie-Katze, Jellylorum und Demeter. Im Jahr 2006 agierte sie als Fredda die Berghutze in der Uraufführung von Die 13 1/2 Leben des Käpt'n Blaubär. Im folgenden Jahr spielte sie die Rollen der Rosie und Donna im Musical Mamma Mia! im Colosseum Theater in Essen.
Vom 28. Dezember 2010 bis zum 24. Juli 2011 war sie in der Europa-Tournee des Musicals Cats, deren Premiere in Hamburg stattfand, als Jellylorum und Griddlebone zu sehen. Die Tournee führte in die Städte Hamburg, Berlin, Hannover, Mannheim und Luxemburg.
Barbara Tartaglia lebt in Hamburg.